# Jean Fuinon
Jean Fuinon († nach dem 6. April 1250) war kurzzeitig ein Bailli des Königreichs Jerusalem.
Über seine Herkunft und Person ist so gut wie nichts bekannt, vielleicht entstammte er dem Adel der Champagne. Er wurde im Jahr 1249 im Amt des Stellvertreters (bailli) in der Regierung des Königreichs Jerusalem für den Regenten Heinrich von Zypern genannt, das er vermutlich nicht länger als ein Jahr innegehabt hatte. Er wurde 1249 im Amt von Johann von Ibelin-Arsuf abgelöst, der auch sein Vorgänger gewesen war.
Jean Fuinon gab sein Amt auf um sich dem Kreuzzug des französischen Königs Ludwig IX. nach Ägypten (Sechster Kreuzzug) anzuschließen, der im September 1249 in Outremer eingetroffen war. Er gehörte zum engeren Gefolge des Königs, als dieser am 6. April 1250 bei Fariskur in die Gefangenschaft der Mameluken geriet. Jean de Joinville nannte in seiner Königsvita Jehan Frumons einen „guten Ritter“ (li bons chevaliers), der mit in die Gefangenschaft fiel. Bei seiner Aussage zum Kanonisierungsprozess Ludwigs IX. nannte Karl von Anjou den Ritter Jean Fuinon im gleichen historischen Kontext zu den engsten Freunden seines Bruders.